# Spaghetti chair
La Spaghetti chair è una sedia progettata dal designer italiano Giandomenico Belotti nel 1980 e prodotta dall'azienda italiana d'arredamento Alias.

## Descrizione del prodotto
Si tratta del prodotto di esordio dell'azienda bergamasca nel settore dell'arredamento, è caratterizzata da una struttura in acciaio, cromato o verniciato, sul quale viene avvolto un tondino in PVC fino a formare lo schienale e il sedile. I primi modelli erano tutti in acciaio verniciato con rivestimento nello stesso colore della struttura; successivamente la sedia è stata anche prodotta in diverse varianti, con braccioli o con materiali di rivestimento diverse dal pvc, come per esempio il cuoio. La seduta è un chiaro esempio di razionalismo italiano applicato ad un oggetto di arredamento nonché una delle realizzazioni più importanti nel settore del disegno industriale, è stata inserita nella collezione del MoMa di New York e fa parte della collezione permanente del Triennale Design Museum di Milano. Durante l'edizione 2011 del Salone Internazionale del Mobile di Milano nello spazio ideato da Renato Stauffacher è stata allestita una parete di 700 Spaghetti Chair.

## Caratteristiche tecniche
| altezza seduta    | 460 mm |
| larghezza seduta  | 400 mm |
| altezza totale    | 840 mm |
| profondità totale | 510 mm |

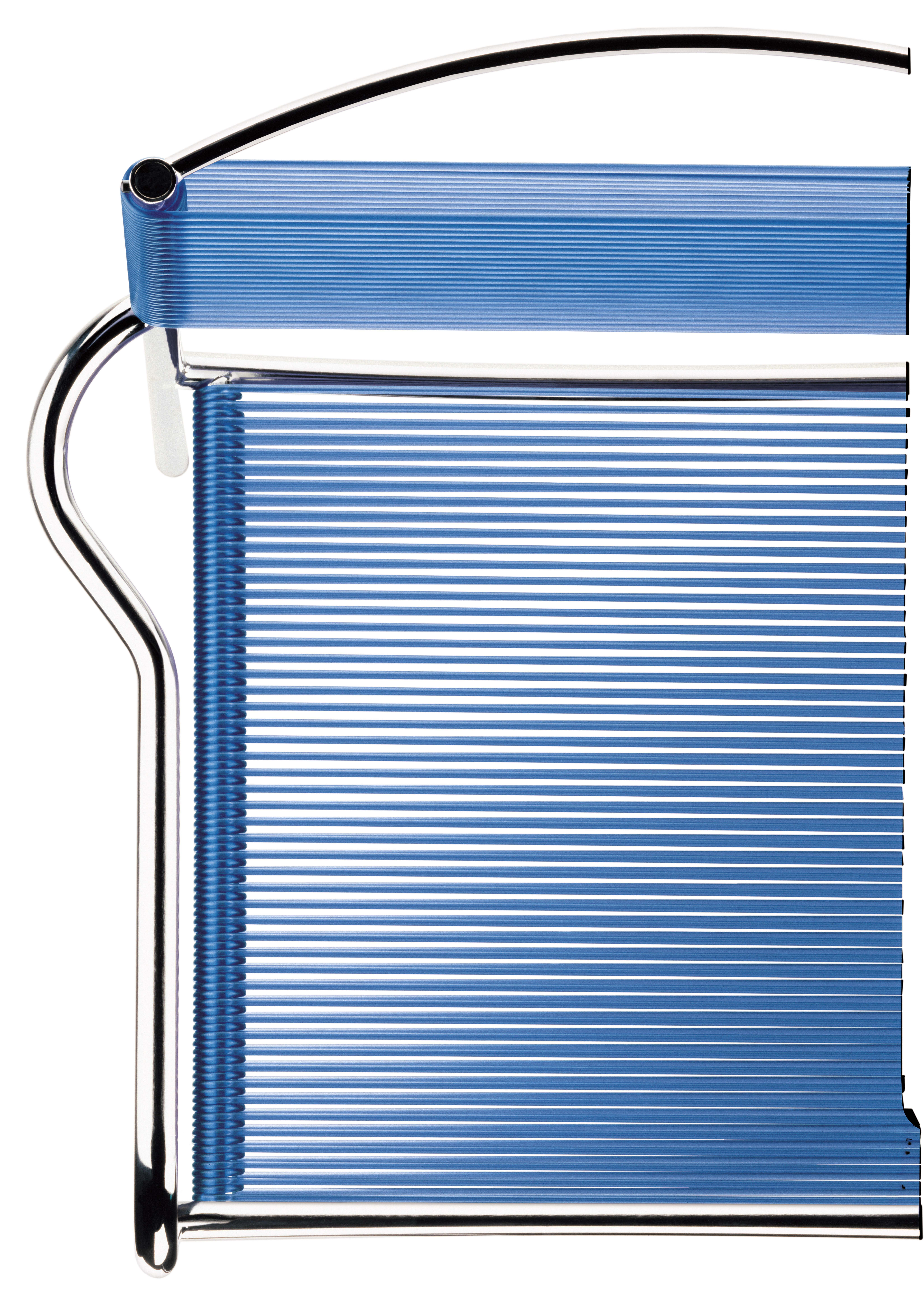
dettaglio

Struttura in tubi d'acciaio, seduta e schienale in cloruro di polivinile.